# Heleomyza arenaria
Heleomyza arenaria är en tvåvingeart som först beskrevs av Alexander Henry Haliday 1838.  Heleomyza arenaria ingår i släktet Heleomyza och familjen myllflugor. Inga underarter finns listade i Catalogue of Life.